# Ricardo Queraltó
Ricardo Antonio Queraltó Alvarado (Santiago del Cile, 12 gennaio 1976) è un ex calciatore cileno, di ruolo attaccante.

## Carriera

### Club
Ha giocato nella massima serie cilena con Unión Española, Colo Colo, Santiago Morning e Deportes Melipilla.
Nella stagione 2001-2002 ha provato un'esperienza all'estero giocando una partita nella terza serie italiana con l'Arezzo.

### Nazionale
Con la Nazionale cilena ha disputato un incontro nel 2000.

## Palmarès

### Club

#### Competizioni nazionali
- Campionato cileno: 1

Colo Colo: Clausura 2002